# 뷔가르 앨래크배로프
뷔가르 뮈르샐 오글루 앨래크배로프(아제르바이잔어: Vüqar Mürsəl oğlu Ələkbərov, 1981년 1월 5일~)는 아제르바이잔의 전직 권투 선수로 2000년 하계 올림픽에서 남자 라이트헤비급 동메달을 획득했다.

## 경력
앨래크배로프는 1981년 민개체비르에서 태어났다. 그는 원래 조정 선수로 활동했으며, 아제르바이잔 청소년 조정 선수권 대회에서 2회 우승했다. 1995년 말에 그는 권투로 전향했고, 18개월의 훈련 끝에 아제르바이잔 선수권 대회 우승을 차지했다. 
1999년 3월 러시아 노긴스크에 열린 소로킨 주니어 메모리얼 권투 대회와 8월에 프랑크푸르트에서 열린 열린 브란덴부르크컵에서 미들급 금메달을 획득했고, 그 해 11월 루마니아 부쿠레슈티에서 열린 골든벨트 토너먼트에서 러시아의 가이다르베크 가이다르베코프의 뒤를 이어 은메달을 획득했다. 
앨래크배로프는 2000년 9월 오스트레일리아 시드니에서 열린 2000년 하계 올림픽에 아제르바이잔 국가대표로 참가했으며 예선 첫 경기에서 케냐의 피터 카리우키를 12-3으로, 두 번째 경기에서 오스트레일리아의 폴 밀러를 9-8로 꺾었다. 8강에 진출한 앨래크배로프는 1999년 세계 선수권 대회 동메달리스트인 튀르키예의 아큰 쿨롤루를 18-8로 꺾으며 준결승에 올랐고 준결승에서 1999년 세계 선수권 대회 준우승자인 쿠바의 호르헤 구티에레스와 경기를 가졌다. 그는 구티에레스에게 9-19로 패하면서 헝가리의 에르데이 졸트와 함께 동메달을 획득했다.

## 개인사
앨래크배로프는 2005년에 바쿠 국립 대학교를 졸업했다.